# Каменец-Подольский национальный университет имени Ивана Огиенко
Каменец-Подольский национальный университет имени Ивана Огиенко (укр.  Кам'янець-Подільський національний університет імені Івана Огієнка) — высшее учебное заведение IV уровня аккредитации расположенное в городе Каменец-Подольский, основанное в 1918 году.

## История
17 августа 1918 гетман Украины Павло Скоропадский подписал Закон об основании в административном центре Подолья Государственного Всеукраинского университета. Университет был открыт 22 октября 1918. Первым ректором был избран известный языковед профессор И. Огиенко. Преподавателем истории был назначен Дмитрий Дорошенко, учёный, библиограф. Кафедрой славистики университета заведовал профессор М. Драй-Хмара, поэт и переводчик. Историю всемирного искусства преподавал Владимир Николаевич Гагенмейстер — украинский график и искусствовед. Преподавал профессор-зоолог Н. Бучинский, будущий ректор университета.  В 1919 году насчитывалось 5 факультетов: историко-филологический, физико-математический, юридический, богословский и сельскохозяйственный. В 1918—1920 на 5 университетских факультетах обучались более 1400 студентов. 

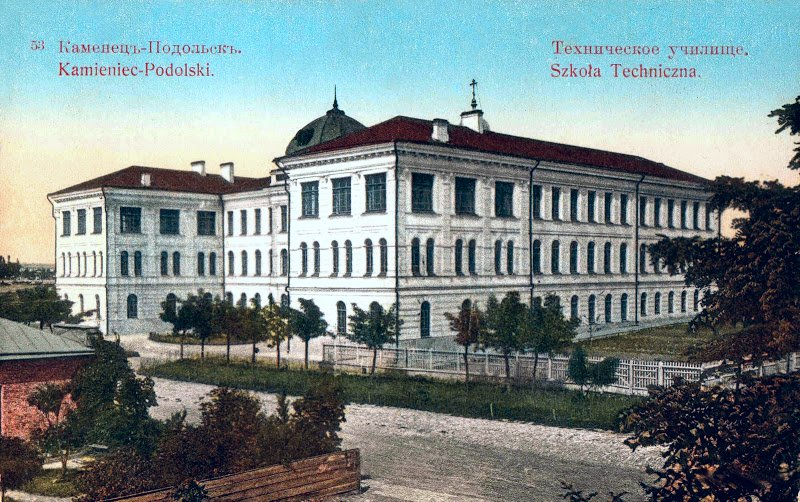
Здание университета в начале XX ст.

В 1920 был преобразован в Академию теоретических знаний, которая в 1921 была разделена на Институт народного образования и Сельскохозяйственный институт. В последующие годы Институт народного образования (преемник Академии) неоднократно преобразовывался: в 1930 — в Институт социального воспитания, в 1933 — в педагогический институт, в 1939 — в учительский институт, в 1948 — в педагогический институт. С 1968 по 1997 носил имя В. П. Затонского.
В 1997 году на базе педагогического института был создан Каменец-Подольский государственный педагогический университет, в 2003 преобразован в Каменец-Подольский государственный университет, которому в 2008 году предоставлен статус национального и присвоено имя Ивана Огиенко.

## Современное состояние

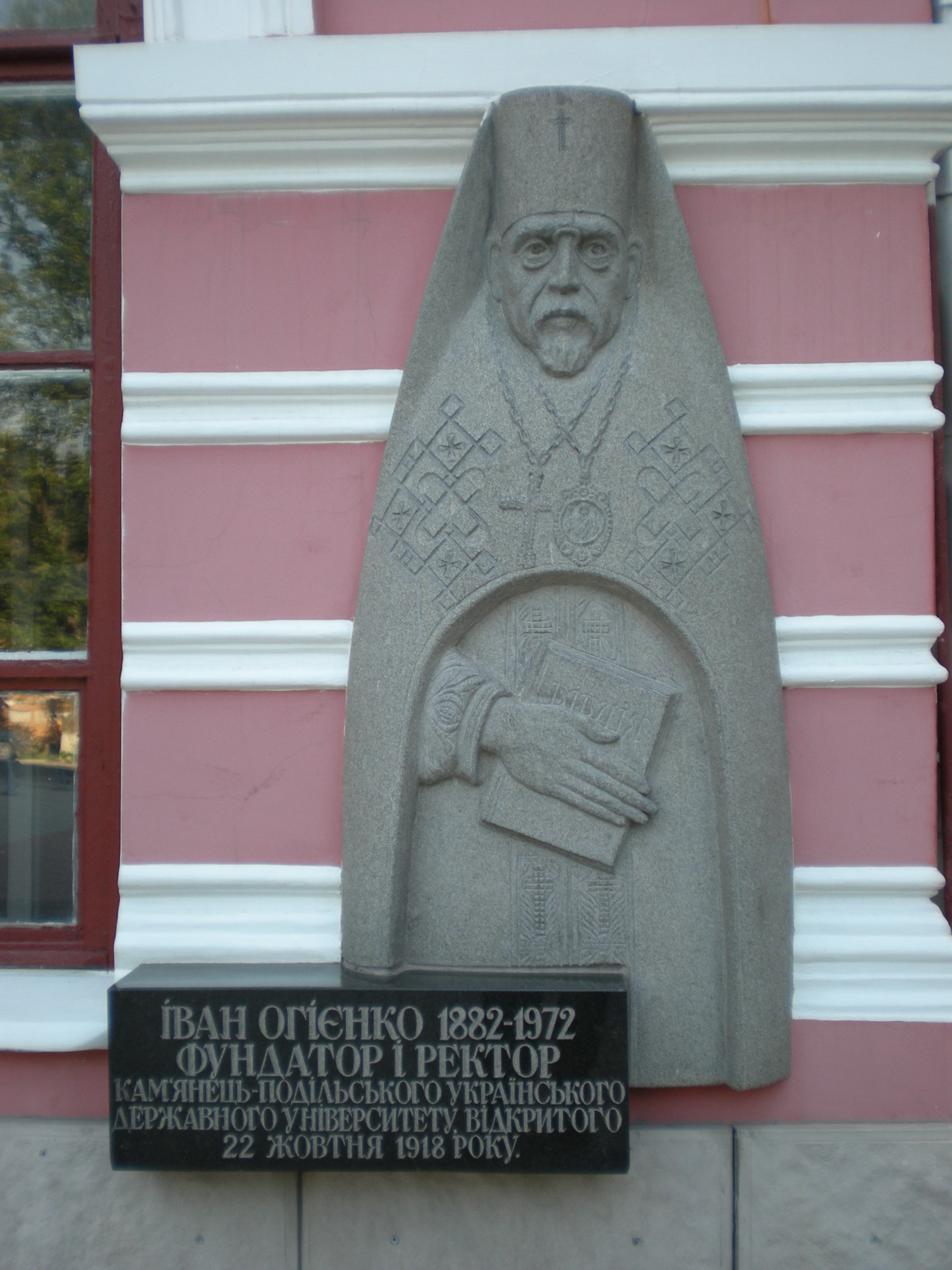
Мемориальная доска первому ректору университета Ивану Огиенко

На сегодняшний день функционирует 11 факультетов:
- исторический;
- физико-математический;
- украинской филологии и журналистики;
- иностранной филологии;
- физической культуры;
- педагогический;
- экономический;
- естествознания;
- психологии;
- коррекционной и социальной педагогики и психологии;
- факультет военной подготовки.

Также в составе университета действуют институт доуниверситетской подготовки, центра повышения квалификации и учебно-консультационный центр в г. Шепетовка. В университете обучаются около 8 тысяч студентов на дневной и заочной форме обучения. Университет имеет ІV уровень аккредитации. Действует аспирантура и докторантура.
Адрес: Украина, Хмельницкая область, г. Каменец-Подольский, ул. Огиенко, 61. Ректор — C.А. Копылов.